# Hrabstwo Kerr
Hrabstwo Kerr – hrabstwo położone w USA w stanie Teksas. Utworzone w 1856 r. Według spisu w 2020 roku liczy 52,6 tys. mieszkańców. Siedzibą hrabstwa jest miasto Kerrville.

## Gospodarka
Najpopularniejsze sektory zatrudnienia dla mieszkańców hrabstwa Kerr w 2020 roku, to: opieka zdrowotna i pomoc społeczna (3454 osób), handel detaliczny (3006 osób), budownictwo (2706 osób), oraz zakwaterowanie i usługi gastronomiczne (2061 osób).
- hodowla zwierząt egzotycznych (w tym YO Ranch)[3]
- hodowla kóz, owiec, koni, drobiu i trzody chlewnej[4]
- turystyka, myślistwo i produkcja części do samolotów[5]
- akwakultura[4]
- uprawa orzechów pekan, szkółkarstwo[4].

## Miasta
- Ingram
- Kerrville

## Sąsiednie hrabstwa
- Hrabstwo Kimble (północ)
- Hrabstwo Gillespie (północny wschód)
- Hrabstwo Kendall (wschód)
- Hrabstwo Bandera (południe)
- Hrabstwo Real (południowy zachód)
- Hrabstwo Edwards (zachód)

## Demografia
- biali nielatynoscy – 66,9%
- Latynosi – 28,7%
- czarni lub Afroamerykanie – 2%
- rdzenni Amerykanie – 1,3%
- Azjaci – 1,3%[1].

## Religia
Członkostwo w 2020 roku:
- ewangelikalni – ponad 30% (gł. baptyści – 10,7%, bezdenominacyjni – 9,6% i zielonoświątkowcy – ok. 5%)
- katolicy – 21,1%
- zjednoczeni metodyści – 5,7%
- inni protestanci – 4,5%
- świadkowie Jehowy – 1,7%
- mormoni – 0,86%.